# Alan Kay

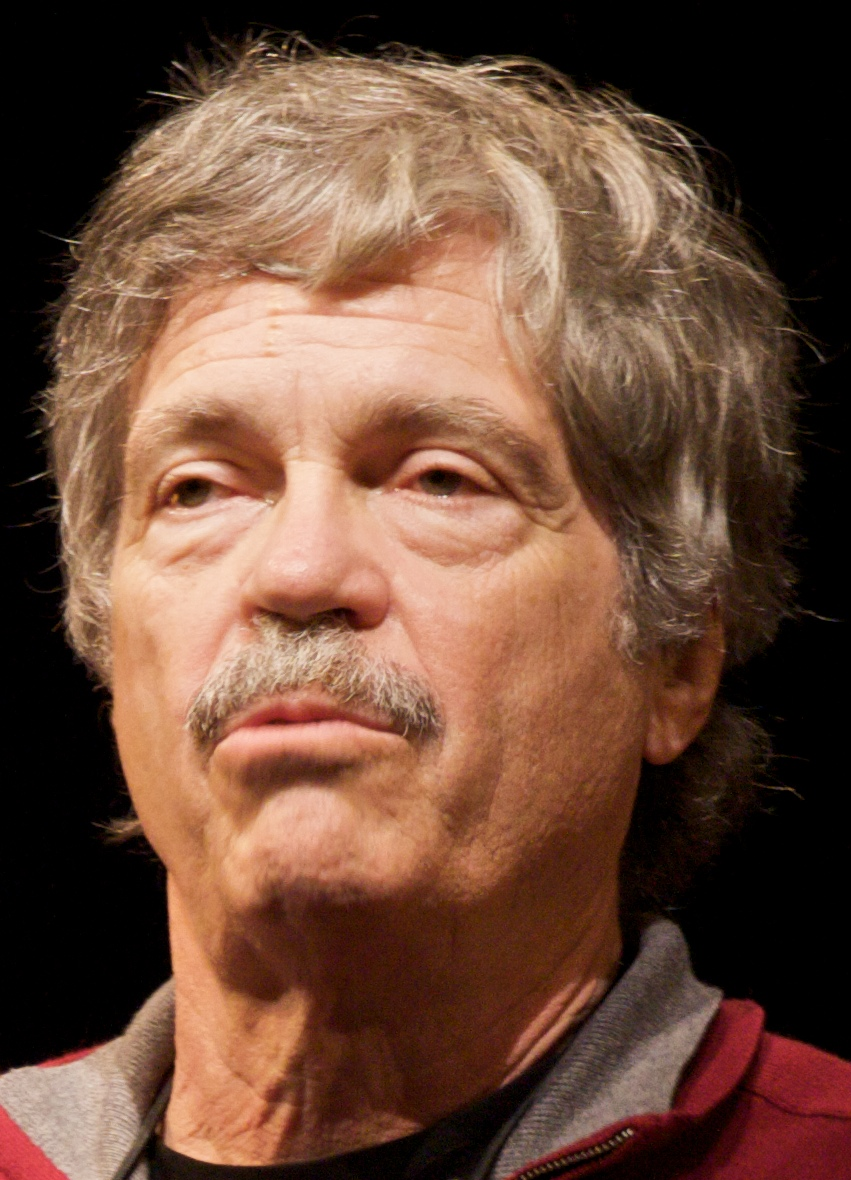
Alan Kay (2008)

Alan Curtis Kay (* 17. Mai 1940 in Springfield, Massachusetts) ist ein amerikanischer Informatiker, der als Pionier in den Bereichen der objektorientierten Programmierung, Smalltalk, Squeak und der Gestaltung grafischer Benutzeroberflächen gilt.
Entsprechend seinem Werdegang wurde Kays Werk selbst zum Beispiel für das durch ihn geprägte geflügelte Wort: „The best way to predict the future is to invent it.“ – „Die beste Methode die Zukunft vorherzusagen besteht darin, sie zu erfinden.“
Kay wird als einer der Väter der objektorientierten Programmierung angesehen. Einige dieser Konzepte, darunter etwa die Begriffe „Objekt“ und „Klasse“, wurden für Simula 67 am Norwegian Computing Center entwickelt. Später sagte Kay:

“I’m sorry that I long ago coined the term ‘objects’ for this topic because it gets many people to focus on the lesser idea. The big idea is ‘messaging’.”

„Es tut mir leid, dass ich vor langer Zeit den Begriff ‚Objekte‘ für dieses Thema geprägt habe, weil es dafür sorgt, dass viele Leute sich auf diese weniger bedeutende Idee fokussieren. Die grundlegende Idee ist ‚Messaging‘).“

Daneben galt Kay als einer der ersten Forscher auf dem Gebiet des Mobile Learnings, da er während seiner Zeit im Xerox PARC mit dem Dynabook ein Konzept entwickelte, das als Bildungsplattform einen Vorläufer von Laptops, Tabletcomputern und E-Books repräsentiert. Viele der Konzepte von Dynabook wurden schließlich bei der Entwicklung der Bildungsplattform One Laptop Per Child übernommen, bei welcher Kay aktiv tätig ist.
Außerdem prägte Kay die Architektur von modernen grafischen Benutzeroberflächen (GUI) durch die Einführung von überlappend angeordneten Anzeigefenstern („windows“, Fenster, genannt und zuerst von Douglas Engelbart eingeführt).

## Ausbildung und Xerox Parc
Kay wurde in Springfield, Massachusetts, geboren. Sein Vater war Physiologe und seine Mutter war Musikerin und brachte Kay das Musizieren bei. Dazu sagte Kay bei einem Interview
Since my father was a scientist and my mother was an artist, the atmosphere during my early years was full of many kinds of ideas and ways to express them. I did not distinguish between “art” and “science” and still don’t.

(Da mein Vater Wissenschaftler und meine Mutter Musikerin war, herrschte in meinen ersten Lebensjahren eine Atmosphäre, in der es viele verschiedene Ideen und Wege gab sie auszudrücken. Ich unterschied nicht zwischen „Kunst” und „Wissenschaft” und tue es immer noch nicht.)
Aufgrund der beruflichen Tätigkeit des Vaters zog die Familie mehrmals um und ließ sich schließlich in der New York Metropolitan Area nieder. In einem Interview über Bildung in Amerika mit der Davis Group Ltd, sagte Kay
I had the fortune or misfortune to learn how to read fluently starting at the age of three. So I had read maybe 150 books by the time I hit 1st grade. And I already knew that the teachers were lying to me.

(Ich hatte das Glück oder Unglück, beginnend mit dem Alter von drei Jahren flüssig lesen gelernt zu haben. Also hatte ich ungefähr 150 Bücher gelesen, bevor ich in die erste Klasse kam. Und ich wusste bereits, dass die Lehrer mich anlogen.) 
Kay besuchte zunächst die renommierte Brooklyn Technical High School, wurde jedoch aufgrund von Ungehorsam in seinem letzten Schuljahr suspendiert. Seine Leistungen genügten dennoch für einen Schulabschluss, woraufhin er ein Studium der Biologie und Mathematik am Bethany College in  Bethany, West Virginia begann. Nachdem er jedoch gegen die Begrenzung der Aufnahmequote von Juden an diesem College protestiert hatte, musste er es verlassen. Danach arbeitete er ein Jahr lang als Gitarrenlehrer in Denver, Colorado und verpflichtete sich bei der United States Air Force und begann dort als Softwareentwickler zu arbeiten, wo er ein frühes System für die Datenübertragung zwischen verschiedenen Plattformen entwickelte. In einer Antwort auf der Plattform Quora beschrieb er seine damalige Tätigkeit wie folgt:
We couldn’t design much. Back then the idea was to start programming other people’s designs so one was useful while gradually soaking up the more difficult systems design ideas and heuristics. This was done by implementing flowcharts, and in particular, flowcharts of punched card applications that the AF wanted to convert from the huge floors of rattling machines to run on small cheap computers like the 1401. The designers and makers of the flowcharts were called “programmers” and the human compilers of these into optimized machine codes were called “coders”.

(Wir konnten nicht viel entwerfen. Damals bestand die Idee des Programmierens darin, mit der Implementierung von den Entwürfen anderer zu beginnen, um sich nützlich zu machen, während man schrittweise die Designideen von schwierigeren Systemen und Heuristiken aufnahm. Dafür wurden Flowcharts implementiert, und insbesondere Flowcharts von Lochkarten-Applikationen, die nach den Vorstellungen der Air Force von den großen, ratternden Maschinen auf kleinere billige Computer wie die 1401 übertragen werden sollten. Die Designer und Ersteller der Flowcharts wurden „Programmierer” genannt und die menschlichen „Compiler“, die diese in optimierten Maschinencode übersetzten, wurden „Coder” genannt.)
1966 erwarb Kay einen Bachelor in Mathematik und Molekularbiologie an der University of Colorado Boulder sowie 1968 einen Master in Elektrotechnik an der University of Utah. 1969 promovierte (Ph.D.) er bei David C. Evans (und Robert S. Barton) an der University of Utah in Informatik (Dissertation: A reactive engine). Mit Edward Cheadle entwickelte er Flex, ein Hard- und Softwaresystem, das schon eine Art Vorläufer des späteren PC mit grafischer Benutzeroberfläche war, wenn auch durch die damals zur Verfügung stehende Technik beschränkt. Um dieselbe Zeit war er von einer Demonstration der Erfindungen von Douglas Engelbart für die Interaktion mit Computern (z.B. der Computermaus) beeindruckt. In Utah arbeitete Kay mit dem „Vater der Computergrafik“ Ivan Sutherland zusammen, der selbst für die Entwicklung von Pionier-Programmen wie etwa Sketchpad bekannt war. 1968 traf er Seymour Papert und lernte die Programmiersprache Logo als einen Dialekt von Lisp kennen, die für Bildungszwecke optimiert war. Weitere Einflüsse waren JOSS (entstanden 1963 bei der Rand Corporation), eine frühe interaktive Time-Sharing Programmiersprache, GRAIL, eine graphische Programmiersprache für das RAND-Tablet, das Buch Understanding Media von Marshall McLuhan und frühe Flachbildschirme. Die Forschung an der University of Utah war stark an praktischer Realisierung orientiert und wurde massiv von der DARPA gefördert.
Als Post-Doktorand war er am Stanford Artificial Intelligence Laboratory der Stanford University, wo er sich mit Entwicklung von Programmiersprachen befasste, und wurde schließlich 1971 Mitglied von Xerox PARC in Palo Alto, Kalifornien, an der er die „Learning Research Group“ leitete. Während der folgenden Dekade entwickelte er Prototypen für vernetzte Arbeitsstationen basierend auf der Programmiersprache Smalltalk, welche später in den Lisa- und Macintosh-Computern von Apple zum Einsatz kamen.

## Weitere Karriere

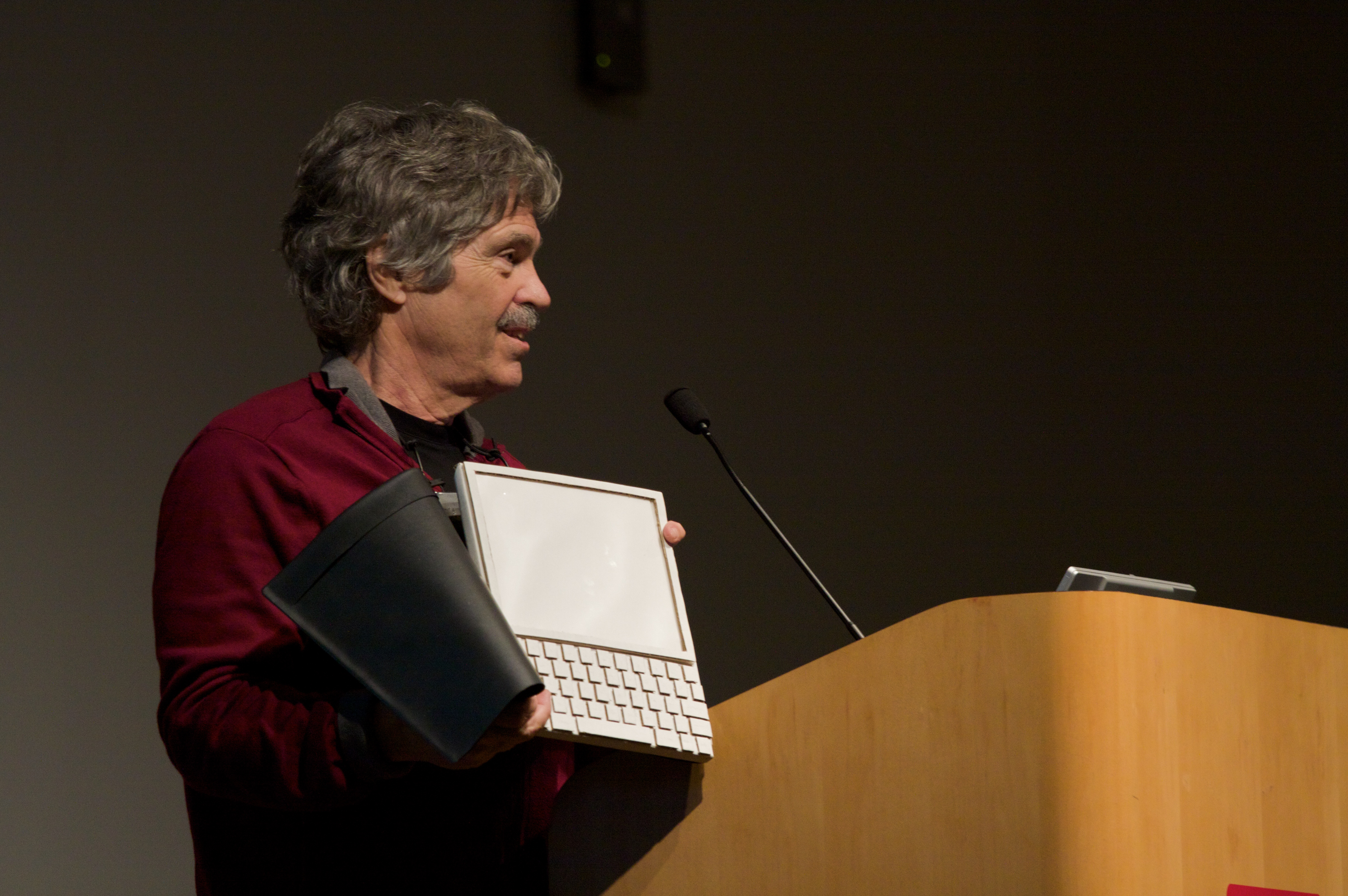
Alan Kay präsentiert einen Dynabook-Prototyp (2008).

Von 1981 bis 1984 war Kay als leitender Wissenschaftler bei Atari tätig und von 1984 bis zur Schließung der Advanced Technology Group 1997 war er Mitarbeiter bei Apple als Apple Fellow. Daraufhin wechselte er mithilfe seines Freundes Bran Ferren, dem Leiter der Forschung und Entwicklung bei Disney, zu Walt Disney Imagineering, bis das Projekt 2001 endete.
Anschließend gründete Kay das Viewpoints Research Institute, eine Non-Profit-Organisation, die sich Kindern, dem Lernen und fortgeschrittener Softwareentwicklung widmete. Zu Beginn des Jahres 2018 wurde das Viewpoints Research Institute geschlossen. Daneben war Kay bis zur Auflösung des Advanced Software Research Teams im Jahr 2005 als Senior Fellow bei Hewlett-Packard tätig.
Er war Mitglied des Beratungsgremiums von TTI/Vanguard und bis Mitte 2005 Senior Fellow bei Hewlett-Packard. Außerdem war er Gastprofessor an der Universität Kyōto und zeitweise Adjunct Professor am Massachusetts Institute of Technology (MIT) und der University of California, Los Angeles.

Für den Mitgründer von Apple Steve Jobs war er ein Vorbild der integrativen Entwicklung von Hard- und Software. So zitierte Jobs 2007 bei der Vorstellung des iPhone Alan Kay.
"People who are really serious about software should make their own hardware."
2011 war Kay Dozent an der New York University im Rahmen des Interactive Telecommunications Program (ITP), und hielt die Vorlesung „Powerful Ideas: Useful Tools to Understand the World“ mit dem Ziel, neue Wege des Unterrichtens und Lernens auszuarbeiten, welche auf fundamentalen und leistungsfähigen Konzepten anstelle von traditionellem Auswendiglernen basieren.

## Squeak, Etoys und Croquet
Kay war Mitglied der Entwicklergruppe von Squeak, das eine Open-Source-Version von Smalltalk darstellt und im Dezember 1995 gegründet wurde. In diesem Zusammenhang wurde im November 1996 mit der Arbeit am sogenannten Etoys-System begonnen. Zuletzt arbeitete Kay mit David A. Smith, David P. Reed, Andreas Raab, Rick McGeer, Julian Lombardi und Mark P. McCahill an Croquet, das die Grundideen von Squeak, den Computer der physischen Umwelt anzugleichen, in eine dreidimensionale Bedienoberfläche einarbeiten sollte.

## Tweak
2001 erreichte die Etoys Architektur in Squeak ihre Grenzen, da Morphic als grafische Benutzeroberfläche nicht mehr ausreichte. Daraufhin schlug Andreas Raab, ein Forscher in Kays Gruppe und später bei Hewlett-Packard, vor, einen „Skript-Prozess“ zu definieren und einen vorgegebenen Scheduling-Mechanismus bereitzustellen, der verschiedene Probleme lösen soll.
Dies resultierte schließlich in einer neuartigen Benutzeroberfläche, welche Mechanismen von Inseln, asynchronem Messaging, Spielern und Kostümen, Spracherweiterungen, Projekten und Tile Scripting enthielt. Das zugrundeliegende System ist klassenbasiert, allerdings verhält es sich für den Nutzer während des Programmierens prototypbasiert.

## 100-Dollar-Laptop
Beim Weltgipfel zur Informationsgesellschaft im November 2005 präsentierte das Massachusetts Institute of Technology (MIT) einen neuen Laptop für den weltweiten Gebrauch im Bereich von Bildung. Das Programm wurde von Kays Freund Nicholas Negroponte angestoßen und seitdem aufrechterhalten, wobei sich Kay als Mitentwickler vor allem auf die pädagogische Software konzentriert, welche Etoys und Squeak nutzt. Somit ist das Dynabook als Konzept einer interaktiven, computer- und netzwerkvermittelten Interaktion Bestandteil in der Softwareentwicklung für den Schülerlaptop. Der Laptop besitzt verschiedene Namen: 100-Dollar-Laptop, das One Laptop per Child Programm, die Children’s Machine und XO-1.

## Das Programmieren neu erfinden
Nach Kay befindet sich die Anwendung des Computers vor einer neuen Revolution, in der Computer nicht nur als eine Sammlung von Werkzeugen angesehen werden, die von Douglas Engelbart entwickelt wurden, sondern ein Medium nach dem Verständnis von Marshall McLuhan. Er schrieb:
As with Simulas leading to OOP, this encounter finally hit me with what the destiny of personal computing really was going to be. Not a personal dynamic vehicle, as in Engelbart’s metaphor opposed to the IBM “railroads”, but something much more profound: a personal dynamic medium. With a vehicle one could wait until high school and give “drivers ed”, but if it was a medium, it had to extend into the world of childhood.

(Wie Simula zu OOP führte, machte mir diese Begegnung schließlich klar, was das eigentliche Schicksal von Personal Computing sein wird. Kein persönliches, dynamisches Fortbewegungsmittel, wie in Engelbarts Metapher den „Eisenbahnstrecken” von IBM entgegenstehend, sondern etwas viel Tiefgreifenderes: ein persönliches, dynamisches Medium. Mit einem Fahrzeug kann man bis zur High School warten und „Fahrunterricht” geben, aber wenn es ein Medium wäre, muss es sich in die Welt der Kindheit ausdehnen.)
Kay referierte häufig über die Neuartigkeit der Computer-Revolution, wodurch noch nicht alle vielversprechenden Konzepte in die Realität umgesetzt werden konnten. Seine Vorträge bei der OOPSLA Konferenz 1997 und bei der Verleihung des ACM Turing Awards mit dem Titel "The Computer Revolution Hasn't Happened Yet" (Die Computer-Revolution hat noch nicht stattgefunden) basieren dabei auf seinen Erfahrungen mit Sketchpad, Simula, Smalltalk und dem komplexen Code kommerzieller Software.

2004 sagte Kay in einem Interview mit ACMQueue Folgendes:
Most software today is very much like an Egyptian pyramid with millions of bricks piled on top of each other, with no structural integrity, but just done by brute force and thousands of slaves.

(Die meisten gegenwärtigen Softwareprojekte sind mit einer ägyptischen Pyramide gleichzustellen, bei welcher Millionen von Bausteinen übereinander gestapelt sind, ohne strukturelle Integrität, lediglich gebaut durch rohe Kraft und Tausende von Sklaven.)
Basierend auf dieser Idee erstellte Kay das Proposal „STEPS Toward the Reinvention of Programming: A compact and Practical Model of Personal Computing as a Self-exploratorium“, welches am 31. August 2006 von der United States National Science Foundation (NSF) bewilligt wurde. Eine ungefähre Zusammenfassung dessen befindet sich in folgendem Zitat von einem Abstract für ein Seminar, das er in den Intel Research Labs, Berkeley, gehalten hatte:
"The conglomeration of commercial and most open source software consumes in the neighborhood of several hundreds of millions of lines of code these days. We wonder: how small could be an understandable practical "Model T" design that covers this functionality? 1M lines of code? 200K LOC? 100K LOC? 20K LOC?"

(Die Ansammlung von kommerzieller Software und den meisten Open-Source-Projekten liegt ungefähr im Bereich von mehreren hundert Millionen Codezeilen. Wir fragen uns: Wie klein kann ein verständliches praktisches „Model T“ Design sein, das diese Funktionalität abdeckt? 1 Million Codezeilen? 200000 Codezeilen? 100000 Codezeilen? 20000 Codezeilen?) 

## Preise und Auszeichnungen
- 1987 ACM Software System Award zusammen mit Adele Goldberg und Daniel H.H. Ingalls, Jr. für die Errungenschaften in objektorientierter Programmierung und Smalltalk[29]
- 1993 ACM Outstanding Contribution to Computer Science Education Award für Smalltalk und seine Forschungen im Bereich von Software für Kinder[30]
- 2001 01 Award der Universität der Künste in Berlin für seine Pionier-Arbeit im Bereich von grafischen Benutzeroberflächen[31][32] sowie die Auszeichnungen J-D Warnier Prix D'Informatique und NEC C&C Prize[33]
- 2001 J. D. Warnier Prix d'Informatique[1]
- 2002 Telluride Tech Festival Award of Technology in Telluride, Colorado sowie den Funai Foundation Prize[34]
- 2003 ACM Turing Award für seine Pionier-Arbeit im Bereich der objektorientierten Programmierung, für die Projektleitung des Teams Smalltalk sowie für seinen Beitrag im Bereich von Personal Computing.[1]
- 2004 Kyoto-Preis zusammen mit Jürgen Habermas,[35]
- 2004 Charles-Stark-Draper-Preis zusammen mit Butler W. Lampson, Robert W. Taylor und Charles P. Thacker.[36]
- 2012 UPE Abacus Award für seine umfangreichen Führungsleistungen von bildungsbezogenen Projekten im Bereich der Informatik[37]
- Lewis Branscomb Technology Award erhalten.[1]

- Ehrendoktortitel:
  - 2002: Kungliga Tekniska Högskolan, Stockholm[38]
  - 2005: Georgia Institute of Technology[39]
  - 2005: Columbia College Chicago als Doctor of Humane Letters, Honoris Causa[40][41]
  - 2007: Laurea Honoris Causa in Informatica, Università di Pisa[42]
  - 2008: University of Waterloo[1]
  - 2010: Universidad de Murcia[43]
  - 2017: University of Edinburgh[44]
- Honorarprofessor an der Universität der Künste Berlin[45]
- Gewähltes Mitglied:
  - Royal Society of Arts[1]
  - 1994: American Academy of Arts and Sciences[46]
  - 1997: National Academy of Engineering[47]
  - 1999: Computer History Museum für fundamentale Beiträge im Bereich des Personal Computing und der Entwicklung von Benutzerschnittstellen[28]
  - 2008: Association for Computing Machinery für fundamentale Beiträge im Bereich von Personal Computing und objektorientierter Programmierung[32]
  - Fellow der American Association for the Advancement of Science
  - 2011: Hasso-Plattner-Institut[48][49]

## Sonstiges
Er war im Laufe seiner Karriere als professioneller Jazzgitarrist, Komponist, Theatergestalter und Organist für klassische Orgel tätig.
Kay ist seit 1983 mit der Schriftstellerin, Produzentin und Schauspielerin Bonnie MacBird verheiratet.